# Christine Kayßler
Christine Kayßler, nombre también escrito con la grafía Christine Kayssler (13 de octubre de 1923 - 17 de noviembre de 2010), fue una actriz alemana.

## Biografía
Su nombre completo era Christine Anne Kayßler, y nació en Múnich, Alemania, siendo sus padres el actor Christian Kayßler y la escritora infantil Anne Kayßler-Beblo. Sus abuelos fueron el arquitecto Fritz Beblo y el actor Friedrich Kayssler. Sus medio hermanos Maria y Martin Kayßler fueron también actores. 
Christine Kayßler asistió entre 1941 y 1943 a la escuela teatral del Bayerisches Staatsschauspiel de su ciudad natal. En 1943 actuó en el Theater en lengua alemana de la ciudad de Estrasburgo con un primer compromiso con la obra Emilia Galotti. Inició su carrera de posguerra actuando en 1946 en el Staatstheater de Stuttgart, teatro al que permaneció fiel hasta el año 1950. Entre otras piezas, en Stuttgart actuó en Antígona (de Jean Anouilh), Torquato Tasso, Maria Stuart y A Electra le sienta bien el luto (de Eugene O’Neill).
Desde 1950 a 1953 actuó bajo la dirección de Heinz Hilpert en el Deutsches Theater de Gotinga. Luego actuó en Wuppertal, y enseñó actuación en Bochum. En 1972 volvió nuevamente al Deutsches Theater de Gotinga, actuando allí casi treinta años bajo la dirección de Günther Fleckenstein y Heinz Engels, y representando piezas como  Prinz Friedrich von Homburg oder die Schlacht bei Fehrbellin (de Heinrich von Kleist), Nathan el Sabio (de Gotthold Ephraim Lessing) y Los físicos (de Friedrich Dürrenmatt). En el año 2001 Christine Kayßler se retiró de los escenarios.
Si bien el teatro fue el centro de su actividad artística, Christine Kayßler también hizo algunas actuaciones televisivas, como en el drama de Peter Palitzsch Der Prozeß der Jeanne d’Arc zu Rouen 1431, el telefilm de Klaus Gietinger Schwestern o la serie Der Bergdoktor.
Christine Kayßler falleció en Innsbruck, Austria, el 17 de noviembre de 2010, a causa de un accidente cerebrovascular.

## Filmografía (selección)
- 1967 : Der Prozeß der Jeanne d’Arc zu Rouen 1431 (telefilm)
- 1983 : Schwestern (telefilm)
- 1995 :  Der Bergdoktor (serie TV), episodio Fluch aus dem Jenseits